# Olbendorf
Olbendorf (en húngaro: Óbér) es una ciudad localizada en el Distrito de Güssing, estado de Burgenland, Austria.
- Datos: Q670736
- Multimedia: Olbendorf / Q670736

1. ↑  Worldpostalcodes.org, código postal n.º 7534.